# Kristijonas Donelaitis

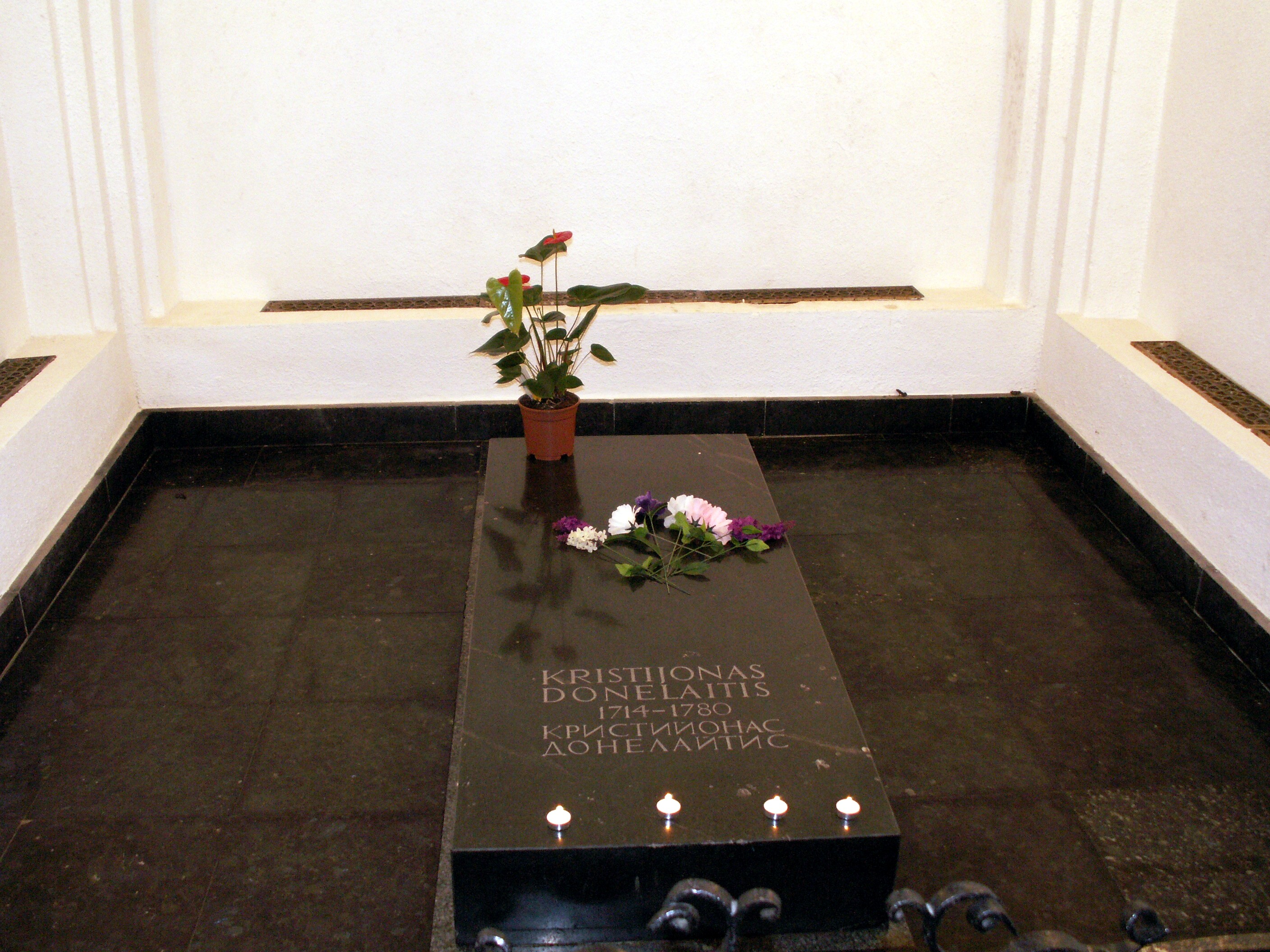
Grób Donelaitisa w kościele luterańskim w Czistych Prudach

Kristijonas Donelaitis (ur. 1 stycznia 1714 w Lasdinehlen koło Gąbina, zm. 18 lutego 1780 w Tollmingkehmen koło Gołdapi) – litewski ksiądz luterański i poeta oświeceniowy.

## Życiorys
W młodości uczył się w szkole dla ubogich dzieci w Królewcu. Naukę kontynuował w Królewskiej Szkole Łacińskiej w Knipawie, gdzie przyswoił sobie grekę, łacinę, język hebrajski oraz matematykę. W 1736 roku ukończył studia na Wydziale Teologicznym Uniwersytetu Albertyna w Królewcu. Pracował jako nauczyciel muzyki chóru uczniowskiego w Stołupianach, a w latach 1742–1743 był kierownikiem lokalnej szkoły.
W roku 1743 został ordynowany na luterańskiego pastora w Tollmingkehmen w powiecie gołdapskim. Podjął pracę jako inspektor szkół parafialnych położonych na terenie Prus Wschodnich. W 1756 roku kierował budową kościoła, szkoły i domu opieki społecznej dla wdów w parafii Tollmingkehmen.
Jest uważany za najwybitniejszego poetę litewskiego XVIII wieku. Poza wierszami i poematami, był autorem bajek (m.in. "Uczta lisa i bociana", "Dąb samochwała", "Pies Wielkogłowy", "Bajka o skarabeuszu", "Wilk procesowicz") oraz pieśni. Większość jego dzieł ma charakter dydaktyczny.

## Dzieła
- Pory roku (poemat, 1818)